# Pianeti (album Ultimo)
| Recensione        | Giudizio |
| ----------------- | -------- |
| Recensiamo Musica |          |

Pianeti è il primo album in studio del cantautore italiano Ultimo, pubblicato il 6 ottobre 2017.

## Descrizione
Il titolo e la data di uscita dell'album sono stati annunciati il 16 settembre 2017 durante l'Honiro Label Party, al quale Ultimo ha preso parte, insieme agli altri cantanti dell'etichetta, eseguendo dal vivo alcuni suoi brani già pubblicati precedentemente. Per promuovere l'album sono poi stati organizzati due concerti, il 19 e 20 gennaio 2018, rispettivamente al Santeria Social Club di Milano e al Quirinetta di Roma, i quali hanno registrato il tutto esaurito.
L'album è costituito da 14 tracce, tutte scritte e composte unicamente da Ultimo (a eccezione di Il capolavoro, la cui musica è stata composta anche dagli Enemies, ovvero Yoshimitsu e Manusso). Alla produzione hanno collaborato il duo di produttori Enemies, Matteo Costanzo e Mixer T. I brani sono stati registrati tra l'Enemies Lab e il Bunkerino, entrambi a Roma.
Il disco è stato anticipato dalla pubblicazione di diversi singoli (Chiave, Ovunque tu sia, Sabbia e Pianeti) e di due brani in versione acustica (Giusy e Sogni appesi).

## Tracce
Testi e musiche di Niccolò Moriconi, eccetto dove indicato.
1. Chiave – 3:59 (testo: Niccolò Moriconi – musica: Niccolò Moriconi, Matteo Nesi, Andrea Manusso)
2. Il capolavoro – 2:58 (testo: Niccolò Moriconi – musica: Niccolò Moriconi, Matteo Nesi, Andrea Manusso)
3. Pianeti – 3:44
4. Mille universi – 4:08
5. Sabbia – 3:38
6. Racconterò di te – 3:24
7. Giusy – 3:26
8. Ovunque tu sia – 3:19 (testo: Niccolò Moriconi – musica: Niccolò Moriconi, Matteo Nesi, Andrea Manusso)
9. La storia di un uomo – 3:24
10. Wendy – 3:13
11. L'unica forza che ho – 4:03
12. Sogni appesi – 3:32
13. L'eleganza delle stelle – 3:02
14. Stasera – 4:04

## Classifiche

### Classifiche settimanali
| Classifica (2019) | Posizione massima |
| ----------------- | ----------------- |
| Italia            | 5                 |

### Classifiche di fine anno
| Classifica (2018) | Posizione |
| ----------------- | --------- |
| Italia            | 41        |
| Classifica (2019) | Posizione |
| Italia            | 11        |
| Classifica (2020) | Posizione |
| Italia            | 45        |
| Classifica (2021) | Posizione |
| Italia            | 90        |
| Classifica (2022) | Posizione |
| Italia            | 91        |